# Autisme en psychopathologie
Pour les articles homonymes, voir Autisme (homonymie).
Le mot autisme a été créé en 1911 par le psychiatre Eugen Bleuler pour se démarquer de l'« autoérotisme » freudien. Alors qu'il était spécifiquement réservé à la schizophrénie selon Bleuler, son sens s'est modifié au cours du temps. Aujourd'hui, il désigne différents concepts : d'un côté, les troubles comme l'autisme infantile et les troubles envahissants du développement, et de l'autre, en psychopathologie et en sémiologie psychiatrique, un signe clinique correspondant à un retrait d'investissement du monde extérieur, que cela concerne un adulte, un adolescent ou en enfant. Dans le premier sens il est un diagnostic (autisme infantile, TEDs), dans le deuxième un symptôme qui s'inscrit généralement dans une structure psychotique.

## Autisme et schizophrénie

### Les théories liées à la fondation du terme

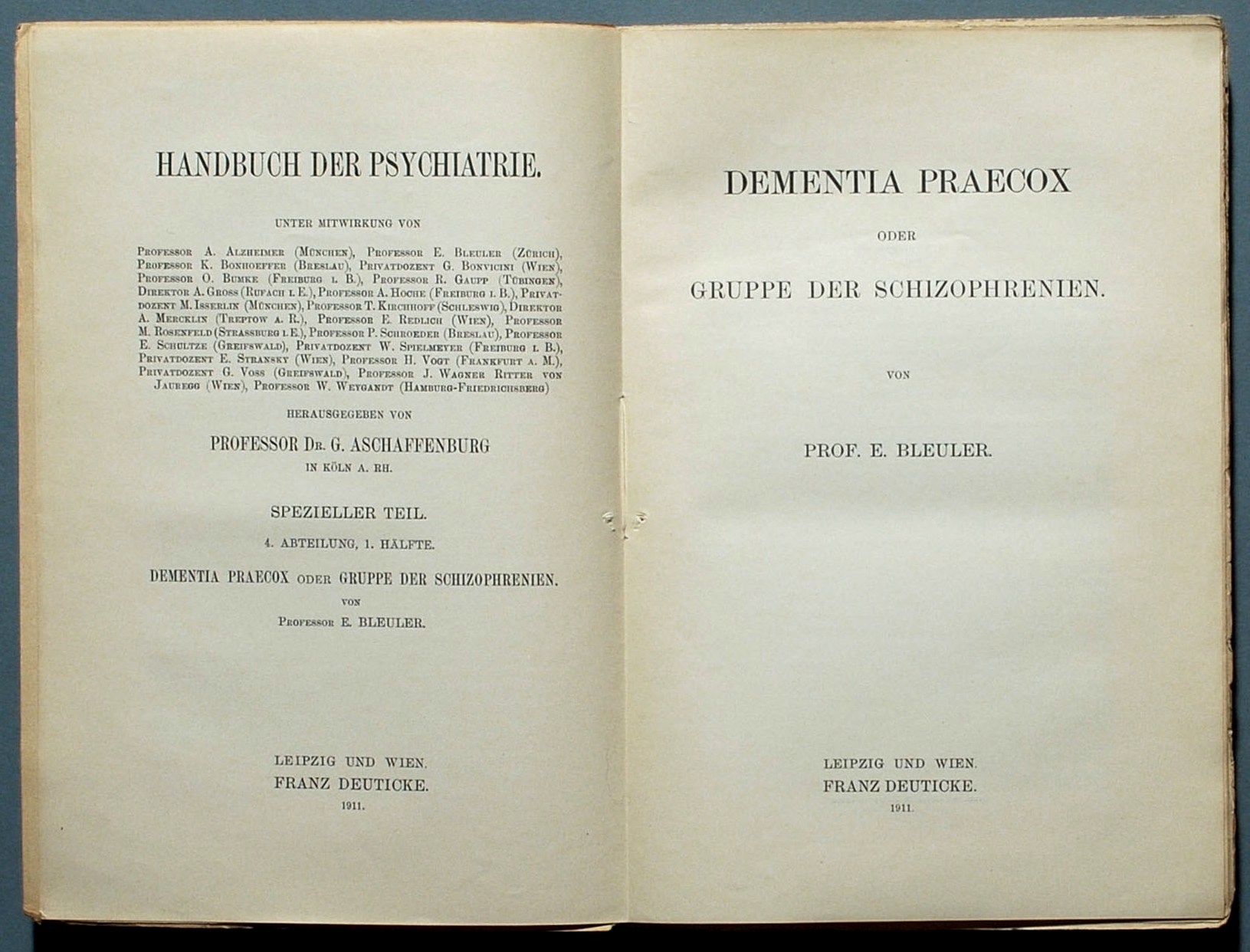
Publication du.

Le groupe des schizophrénies, et l'autisme comme symptôme secondaire, marque en 1911 une évolution par rapport à la théorie précédente d'Emil Kraepelin qui parlait lui de démence précoce. Bleuler a fait de l'autisme un signe particulier des schizophrénies (il était alors question du « groupe des schizophrénies »), et il désigne un ensemble de tableaux cliniques où l'affaiblissement intellectuel n'est pas toujours présent mais qui ont en commun une défaillance du mécanisme associatif. Jacques Hochmann décrit ainsi ce mécanisme : normalement, au moment d'agir, il se crée une « étroitesse de conscience » par une fixation des idées en rapport avec le but poursuivi. Donc quand les termes autismes et/ou schizophrénie sont employés selon l'approche de Bleuler, il est question dans tous les cas d'un défaut de cette capacité de fixation mentale sur un but, c'est-à-dire d'un trouble psychotique.
L'absence de cet élément régulateur, qui permet selon une théorie partagée avec Freud d'organiser les affects issus de l'histoire de vie, fait que le malade reste en prise avec des affects divers coexistant parallèlement. Bleuler parle sur cette base de morcellement de la personnalité en fragments ; il utilise le terme spaltung, que l'on traduit par clivage, ce qui définit aussi le syndrome dissociatif. On parle également d'angoisse de morcellement.
Il envisage que les symptômes observés puissent être primaires, autrement dit un dysfonctionnement fonctionnel à l'origine du problème, ou secondaires, c'est-à-dire un effet adaptatif : il écrit que « la symptomatologie qui nous saute aux yeux n'est surement en partie (et peut-être globalement) rien d'autre que l'expression d'une tentative plus ou moins ratée de sortir d'une situation insupportable ».
Il distingue dans ces symptômes secondaires trois « modes » de confrontation avec la réalité (collective, extérieure, « unitaire » et commune) :
- l'écarter ou l'ignorer (c'est ce qu'il appelle l'autisme) ;
- la reconstruire (il parle de psychoses hallucinatoire de désir) ;
- la fuir (comportement de désocialisation, ou de plaintes somatiques délirantes (hypocondrie).

Bleuler précise que pour le « schizophrène autiste », le « défaut de rapport affectif » ne correspond pas à une « perte de la fonction du réel », mais du maintien d'un monde à soi, d'où le terme autisme du grec auto, soi-même. Il précise que la plupart sont entre les deux et, tout en adhérant à leur conviction autistique, restent relativement perméables à la réalité commune.

### Le contexte de l'évolution des théories
La théorie préalable de Emil Kraepelin de démence précoce était fortement axée sur la déficience biologique. Adolf Meyer (futur directeur de Leo Kanner), qui est opposé à cette approche, évoque une « destruction prématurée de la naïveté ». Il avait connaissance des théories de Bleuler, dont Jung était l'assistant, avant qu'il les publie grâce notamment à la conférence de 1909 à la Clark University.

### La théorisation distincte de l'autisme infantile selon Kanner
Leo Kanner ne fait pas du trouble autistique du contact affectif, qu'il décrit en 1943, un élément de ce groupe des schizophrénies. Quand il diagnostique son premier cas, Donald Triplett, il hésite sur le diagnostic, pense à une forme de schizophrénie, avant finalement de décider qu'il s'agit d'une catégorie distincte.
Alors que Bleuler faisait de l'autisme un symptôme secondaire, « Leo Kanner avait décrit dans son article de 1943 le « trouble autistique (inné) du contact affectif » non pas comme un conséquence mais comme un défaut fondamental. En parlant d'autisme infantile précoce, il entendait individualiser une figure clinique originale, « unique », caractérisée par l'occurrence simultanée d'un ensemble de manifestations spécifiques découlant du trouble initial ».